# Cinisme
El cinisme o escola cínica és un corrent filosòfic que es desenvolupà a l'antiga Grècia al segle iv aC. El mot cínic prové del grec κύων, 'gos', denominació originàriament despectiva per la comparació que rebien els cínics amb els cans, pel seu caràcter alegre i simple, pel tipus de vida frugal que defensaven i per la seva actitud sovint anticonvencional i extravagant. Tot i la significació que té aquesta etimologia popular, és probable que el nom provengui del fet que el fundador de l'escola, Antístenes d'Atenes, ensenyava al costat del santuari de Cinosarges (grec antic: Κυνόσαργες, Kynósarges, de κύων 'ca' i ἀργός 'blanc').
Antístenes d'Atenes fou el fundador de l'escola cínica i Diògenes de Sínope un dels representants més coneguts. Altres filòsofs cínics rellevants foren Crates de Tebes, la seva esposa Hipàrquia i el seu germà Mètrocles, i Menip. Diògenes Laerci fa memòria d'alguns altres filòsofs cínics, dels quals recorda alguns aspectes de la seva biografia i de la seva obra escrita (avui, almenys en gran part, perduda).

## Pensament
L'escola cínica és una escola socràtica menor; els seus seguidors consideraven que per aconseguir la felicitat s'havia de viure segons la natura, per això rebutjaven la civilització com a perniciosa. Consideraven que l'home té tot el necessari per conquerir la felicitat, la seva autonomia és, de fet, el veritable bé a què cal aspirar, d'aquí el seu rebuig de les riqueses i de qualsevol preocupació material. L'home serà més feliç com menys necessitats materials tingui, per això predicaven una vida extremament austera. La vida senzilla i d'acord amb la naturalesa és el que pot retornar als homes la serenitat d'ànim, per això aspiraven a l'ataràxia (literalment "no pertorbació"). Així els cínics defensen la pobresa i la vida ascètica allunyada de la civilització.
També cal no oblidar la crítica dels filòsofs cínics contra la religió, i sobretot contra el politeisme grec, si bé hi ha qui diu que els filòsofs cínics predicaven una classe curiosa de religió monoteista, de la qual poc se'n sap.
Més que construir un conjunt sistemàtic de teories, els cínics predicaven amb l'exemple, per això són coneguts per les seves excentricitats, difoses gràcies a Diògenes Laerci. Eren famosos per la seva actitud irreverent i en molts casos un xic revulsiva sobre la conducta de societat (anaideia). El moviment cínic accentua alguns elements socràtics com la ironia, si bé a vegades no està d'acord amb alguns parers de Sòcrates sobre la societat.
L'actitud dels cínics es preocupa poc de la política (a diferència de Sòcrates i Plató). Els individualistes radicals no es cansaven de dir (com Epicur) que el seu objectiu no era pas una transformació de la societat, sinó només oferir una tranquil·litat individual a tot el qui, voluntàriament, s'unís a les seves doctrines.
Certs aspectes de la moral cínica influïren en l'estoïcisme, i posteriorment en el cristianisme.